# Карпова Елла Едуардівна
Елла Едуардівна Карпова (18.09.1947, Одеса) — радянський і український педагог, професор.

## Біографія
Е. Е. Карпова  народилася 18 вересня 1947 року в Одесі.
У 1970 році закінчила фортепіанно-оркестровий факультет Одеської державної консерваторії імені А. В. Нежданової.
В 1971 році стала викладати  в Одеському державному педагогічному інституті імені К. Д. Ушинського. У 1979—1982 роках навчалася  в аспірантурі при кафедрі педагогіки.
У 1982 році захистила дисертацію «Формування системності знань студентів (на матеріалі музичнотеоретичних дисциплін)» на здобуття наукового ступеня кандидата педагогічних наук. В 1985 році присвоєно вчене звання доцента.
Протягом 1982—2022 років працювала в Південноукраїнському національному педагогічному університеті імені К. Д. Ушинського. Обіймала посади асистента, старшого викладача, доцента, професора кафедри педагогіки, професора, завідувача кафедри дошкільної педагогіки (1994—2020 рр.)
В 1997 році, захистивши дисертацію «Категорія якості в теорії і практиці підготовки вчителя до професійної діяльності», здобула науковий ступінь доктора педагогічних наук. У 1999 році присвоєно вчене звання професора.

## Наукова діяльність
Вивчала питання професійної підготовки майбутнього вчителя, формування в нього особистісних рис, мислення, знань і навичок, що сприяють розвитку професійно-педагогічної діяльності.
Була членом та головою Спеціалізованих вчених рад із захисту дисертацій з педагогіки. Підготувала 2 докторів наук.
Є автором понад 100 наукових праць.

##### Деякі праці
- Розвиток творчої активності майбутніх педагогів: теорія і практика: Монографія / Е. Е. Карпова, В. В. Нестеренко, О. А. Листопад, Н. В. Кононенко, Т. І. Койчева. — Одеса: ОЮІ ХНУВС, 2005. — 277 с.

- Проблема оцінювання якості підготовки вчителів у вищих навчальних закладах в контексті Болонського процесу / Е. Е. Карпова // Наука і освіта. — Одеса, 2009. — № 7. — С. 79 — 82.

- Гуманізація професійної діяльності вчителя і культуровідповідність його підготовки у вищих навчальних закладах / Е. Е. Карпова // Науковий вісник Південноукраїнського національного педагогічного університету  імені К. Д. Ушинського. Серія: педагогічні  науки. — Одеса, 2010. — Вип. 3-4. — С. 90—97.

- Підготовка викладачів вищої школи до викладацької діяльності як чинник якості вищої освіти / Е. Е. Карпова // Наука і освіта. — Одеса, 2011. — № 6. — С. 4—7.

- Теоретичні засади індивідуалізації професійної підготовки майбутніх педагогів в умовах заочного навчання у вищому навчальному закладі: монографія / Е. Е. Карпова, В. В. Нестеренко. — Одеса: Букаєв В. В., 2012. — 196 с.

- Синергетичний підхід у підвищенні якості педагогічних досліджень/  Е. Е. Карпова//  Науковий вісник Миколаївського національного університету імені В. О. Сухомлинського. Серія: Педагогічні науки. — 2018. — № 1. –  С. 98—102.

- Особливості взаємозв'язку компонентів культури безпечної життєдіяльності у майбутніх фахівців соціономічних спеціальностей/ Е. Е. Карпова, С. П. Гвоздій// Науковий вісник Миколаївського національного університету імені В. О. Сухомлинського. Серія: Педагогічні науки. — 2019. –  № 2. –  С. 127—134.